# Nebočadský luh
Nebočadský luh je přírodní památka jižně od okresního města Děčín v Ústeckém kraji na poloostrově při pravém břehu Labe poblíž vsí Nebočady a Jakuby. Lokalita je v péči Správy Chráněné krajinné oblasti České středohoří.

## Předmět ochrany
Předmětem ochrany je slepé říční rameno Labe a poloostrov s pozůstatky lužního lesa. Jedná se o významné hnízdiště ledňáčka říčního (Alcedo atthis), morčáka velkého (Mergus merganser), bukáčka malého (Ixobrychus minutus), orlovce říčního (Pandion haliaetus), ostralky štíhlé (Anas acuta) a zimoviště ptáků například kormorána velkého (Phalacrocorax carbo). Od počátku 90. let 20. století byl na lokalitě zaznamenán výskyt bobra evropského (Castor fiber), který je řazen mezi kriticky ohrožené druhy živočichů. Bobři ovšem patří k neustále migrujícím druhům a proto se jejich ochrana na přesně vymezené lokalitě míjí účinkem. Obecně lze jen konstatovat, že se bobři vyskytují v oblasti pravého břehu Labe v prostoru mezi Svádovem a státní hranicí u Hřenska.

## Historie
Již dlouho před vyhlášením chráněného území v roce 1994 (respektive faktickým vyhlášením až v roce 1995, po vypořádání připomínek Povodí Labe), byla tato lokalita známa jako hnízdiště a zimoviště vzácného vodního ptactva. Původně se jednalo o ostrov. Významně byla podoba tohoto území ovlivněna na přelomu 19. a 20. století v důsledku vydláždění říčních břehů a výstavby valů a lagun, což mělo přispět ke zlepšení plavebních podmínek na Labi. Podle dobových snímků z druhé poloviny 19. století na této lokalitě byla pouze louka, zřejmě zemědělsky obhospodařovaná, a neexistoval zde žádný porost dřevin. Až později došlo na poloostrově k výsadbě topolů černých (Populus nigra).

## Ohrožení lokality
Při zvýšené hladině Labe jsou části poloostrova pravidelně zaplavovány, větší zásah pak představovaly zejména velké povodně na počátku 21. století v letech 2002 a 2013. V důsledku těchto velkých záplav byla lokalita ohrožena nejen jedovatými látkami z průmyslových a chemických provozů podél Labe, ale i množstvím naplaveného odpadu, mezi jiným i předměty větších rozměrů (vozíky, lednice, zahradní chatky, kontejnery, plasty).
Povodněmi byly na poloostrově poničeny mnohé dřeviny, takže zdejší porosty značně prořídly. Bylinné patro měkkého luhu s porosty jilmu (Ulmus), vrb (Salix) a topolů (Populus) je silně ovlivněno eutrofizací záplavových labských vod a sedimentů. Převládá zde kopřiva dvoudomá (Urtica dioica) a rychle se šířící netýkavka žláznatá (Impatiens glandulifera). Průběžně je třeba potlačovat rozmáhající se porosty invazních, geograficky nepůvodních druhů rostlin, jako např. křídlatky japonské (Reynoutria japonica).

## Střet se záměry EU
Od roku 2006 trvá evropská komise na zařazení lokalit na dolním toku Labe v České republice do seznamu evropsky významných lokalit Natura 2000. Tento záměr se dostal do konfliktu s plány Ředitelství vodních cest ČR a vlády České republiky na výstavbu jezu na Labi, tzv. "Plavebního stupně Děčín". Kvůli dlouhodobému odkládání zařazení dolního toku Labe do soustavy Natura 2000 vládou ČR se tento konflikt na počátku roku 2016 vyhrotil až do podoby hrozby vysokých sankcí. Plánovaná výstavba "Plavebního stupně Děčín" je považována za významné ohrožení chráněné lokality.

## Dostupnost
V roce 2014 byla dokončena výstavba nové cyklostezky v úseku souběžně se silnicí II/261 a železniční tratí 073 na pravém břehu Labe. Při výstavbě cyklostezky byl vykácen pobřežní porost a došlo k obnažení slepého ramene řeky. Na břehu poblíž přírodní památky bylo zřízeno odpočívadlo cyklostezky s informačními tabulemi. Přístup na poloostrov se nachází 300 metrů od autobusové zastávky Děčín, Jakuby. Pokud jde o železniční dopravu, jižní hranice chráněného území je vzdálena 2 km od železniční zastávky Boletice nad Labem a 2,5 km od zastávky Těchlovice.

## Stav památky v dubnu 2016

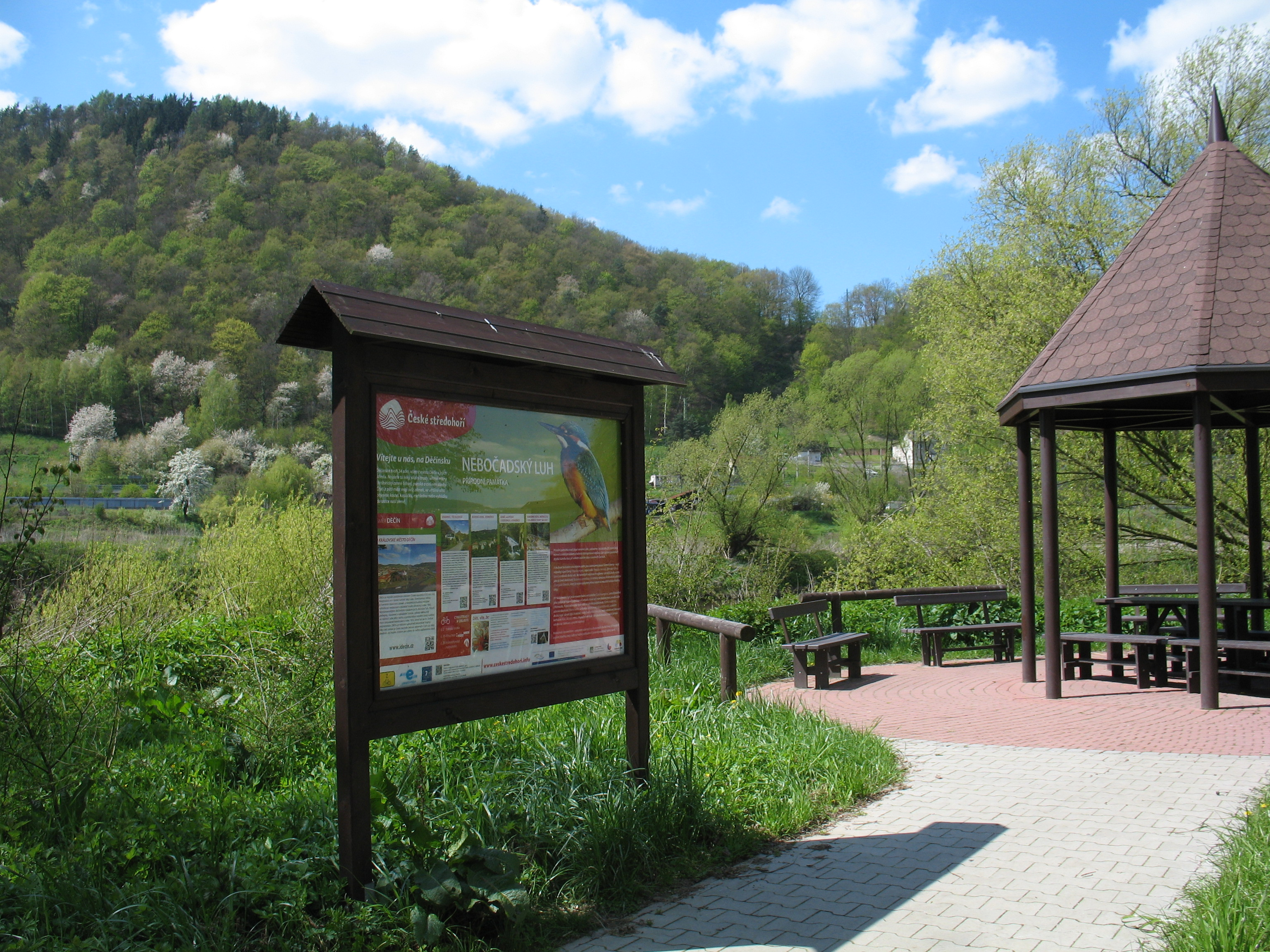
Informační tabule na břehu slepého ramene Labe
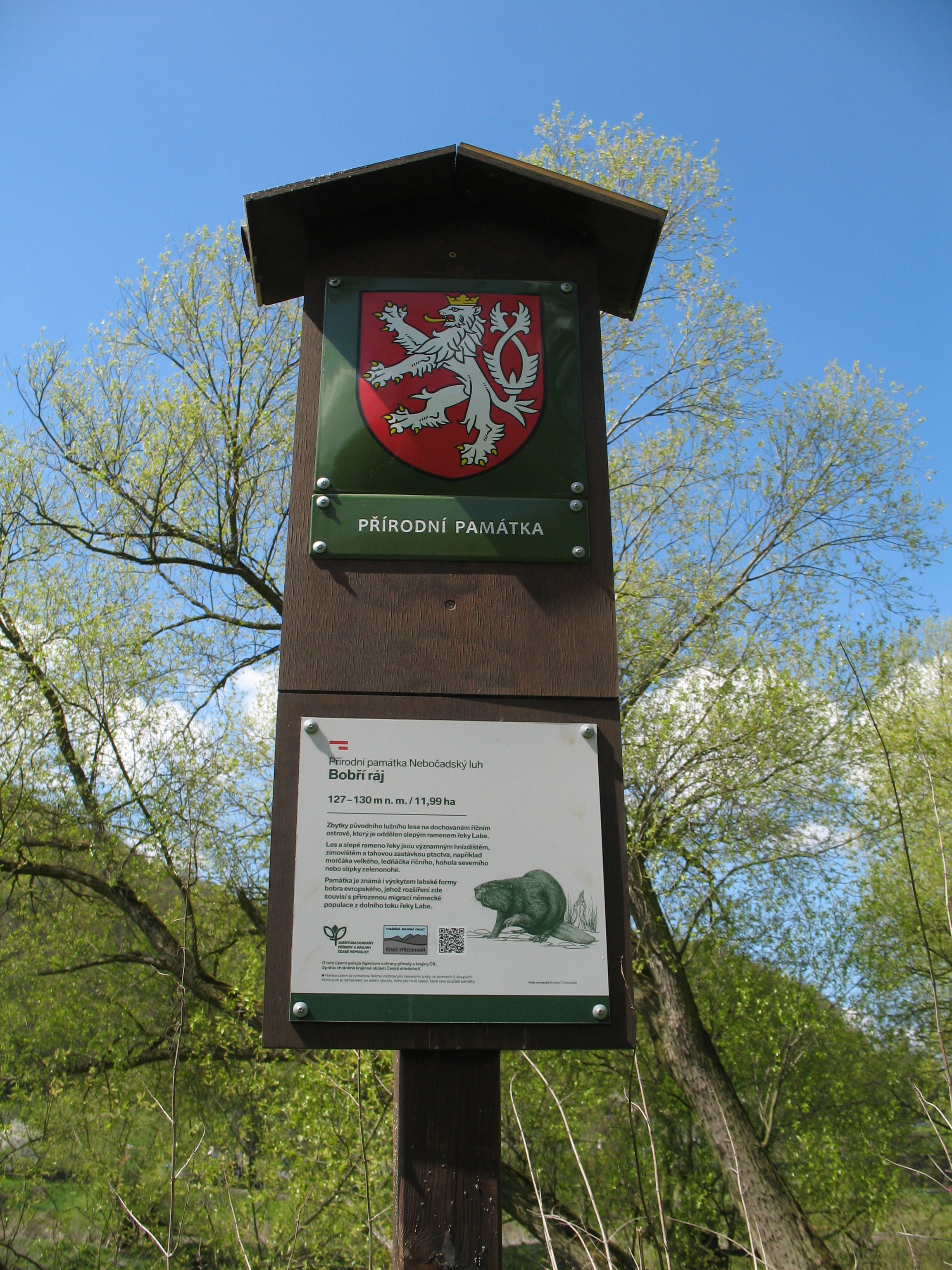
Informace o výskytu bobrů
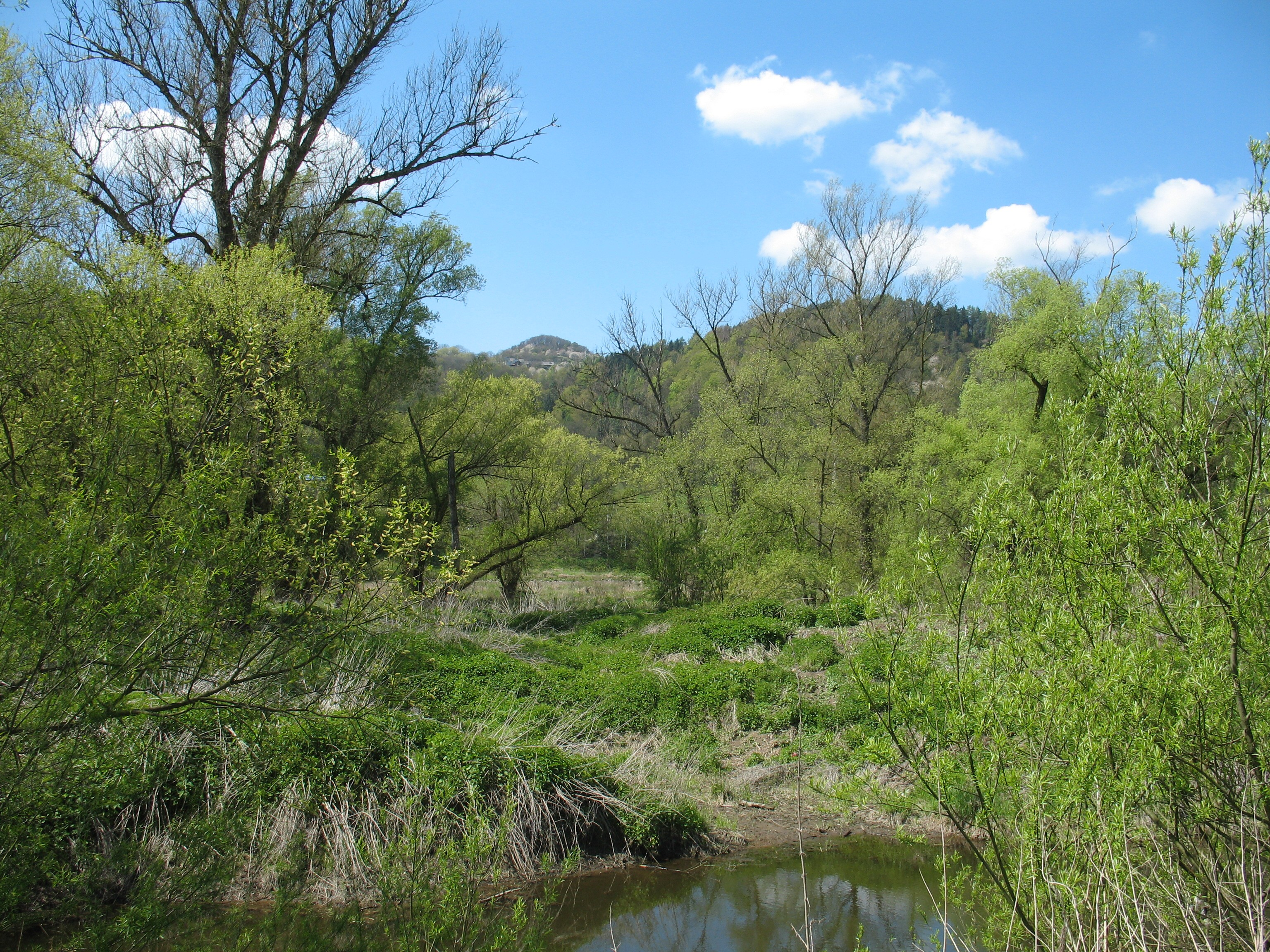
Pohled přes poloostrov na druhý břeh Labe
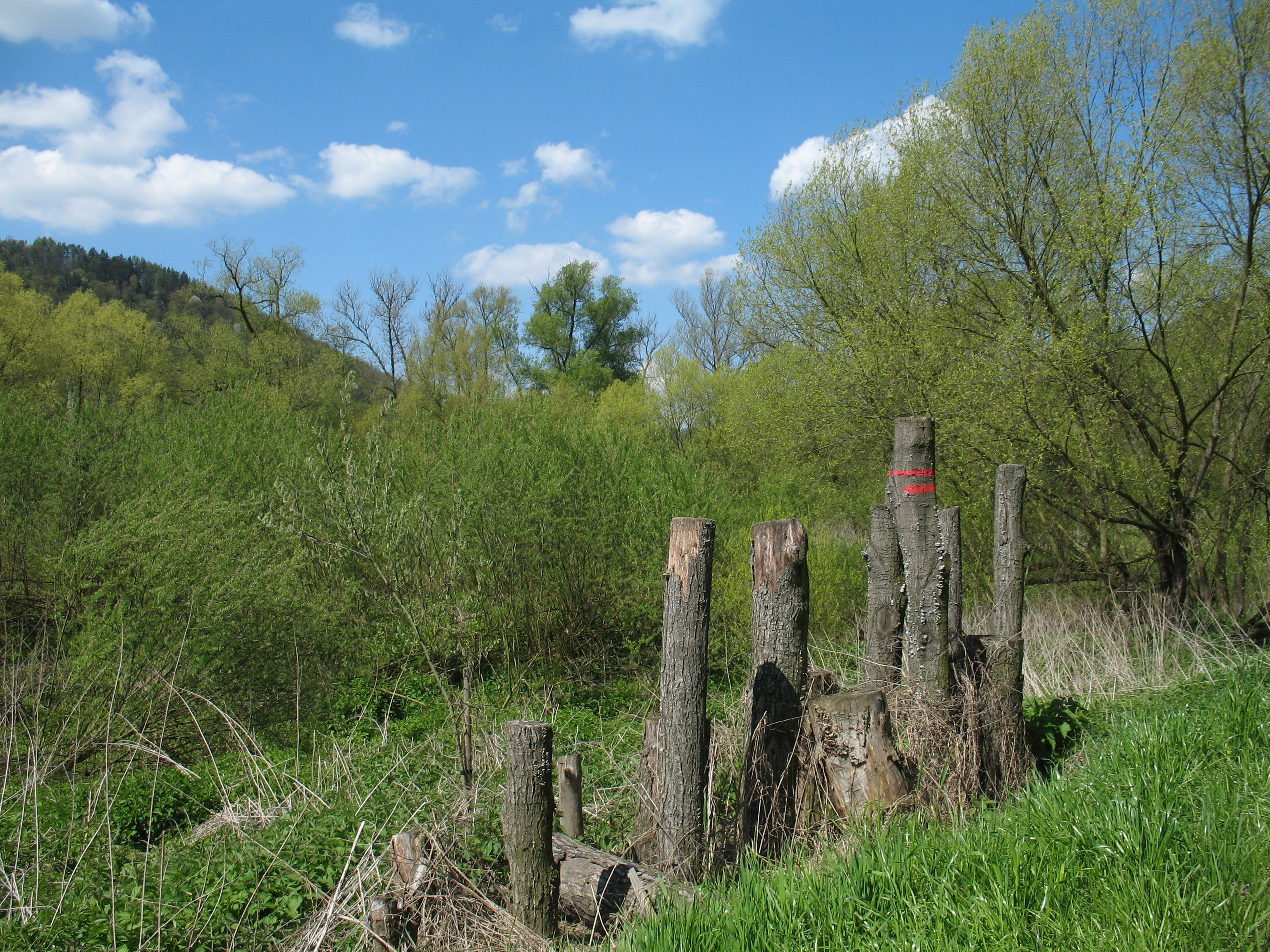
Okraj přírodní památky u cyklostezky
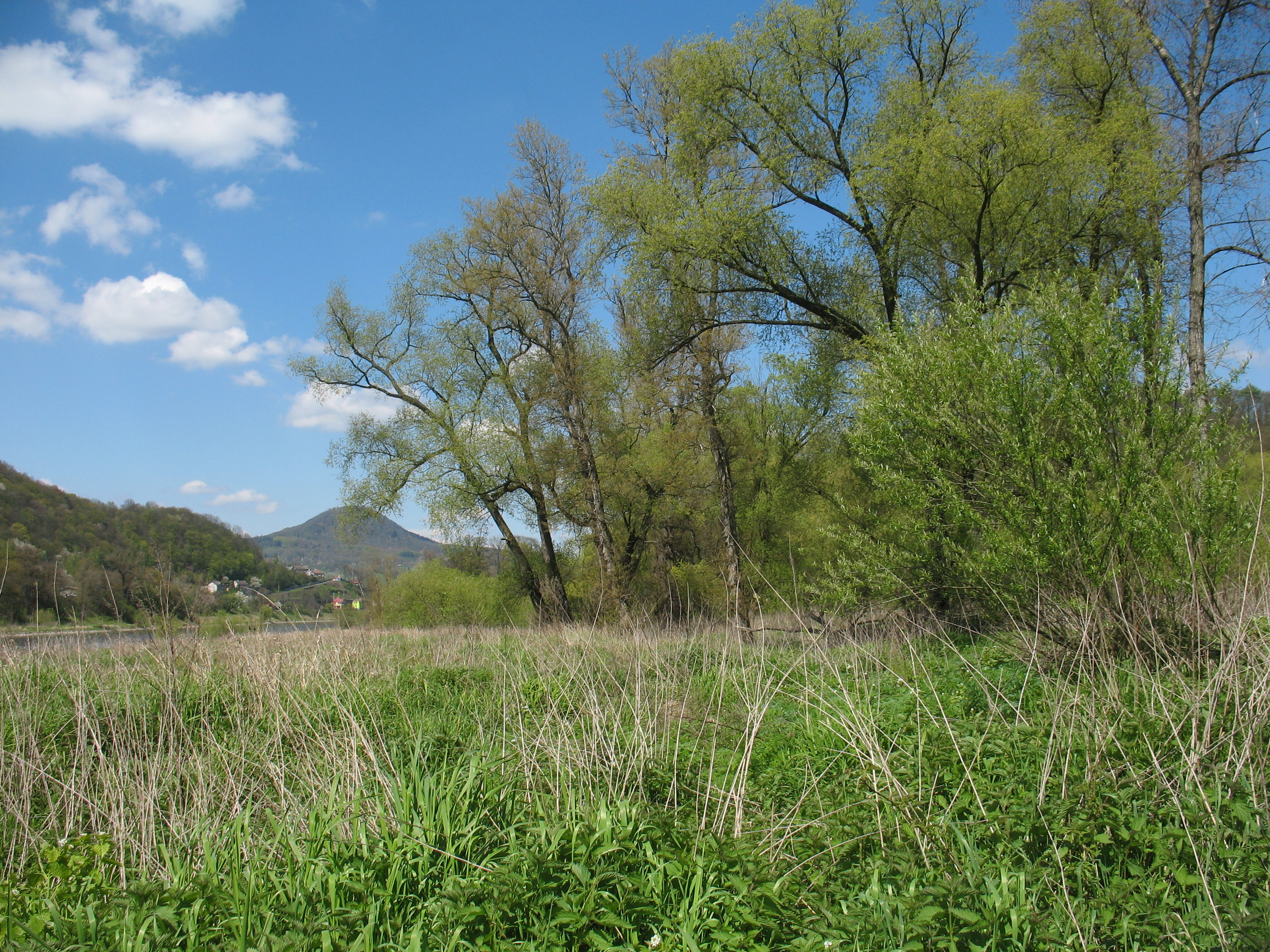
Pohled z poloostrova směrem k Děčínu
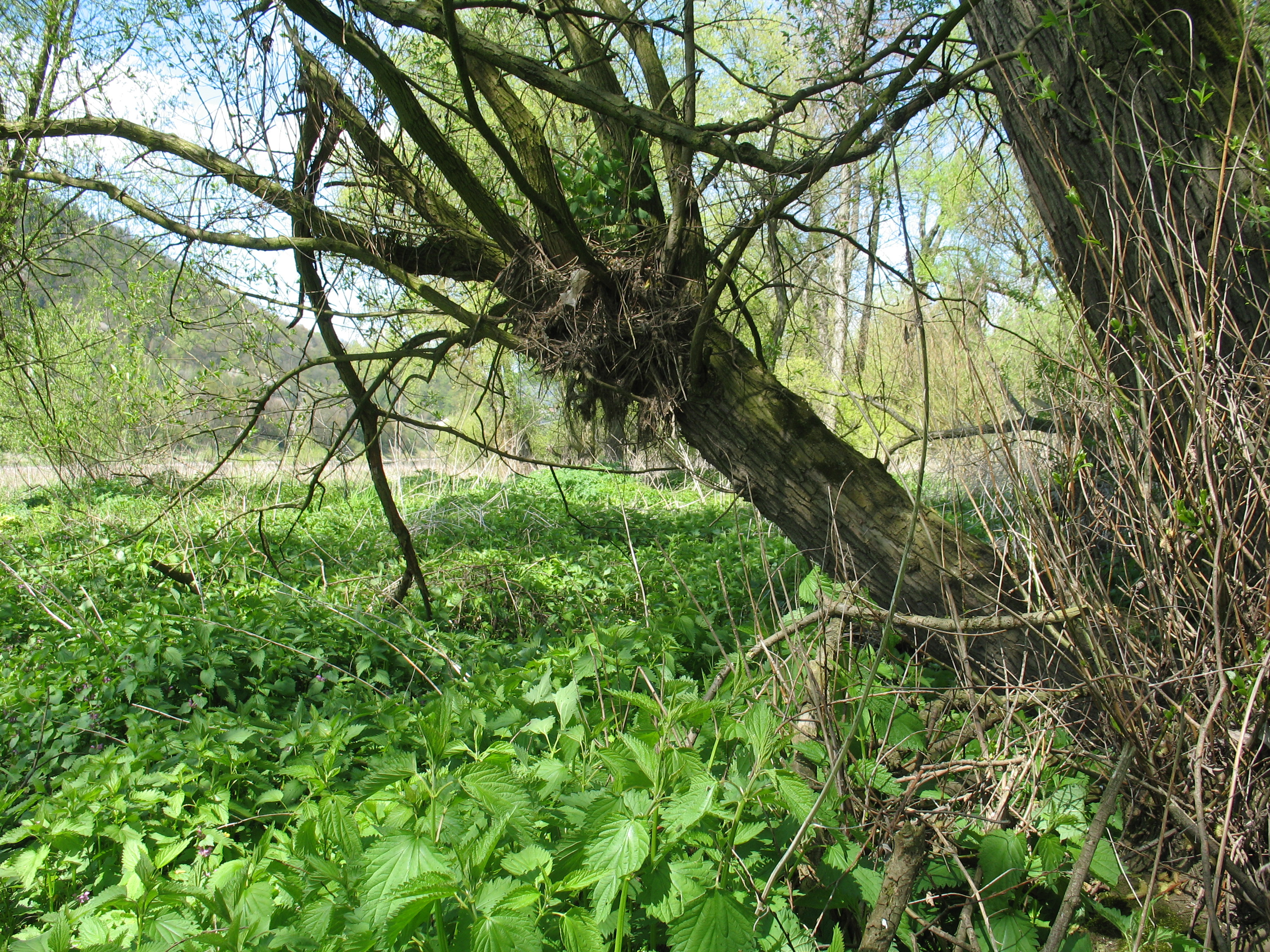
Celý poloostrov je zarostlý kopřivami